# Unnütze
L'Unnütze est une montagne qui s’élève à 2 078 m d’altitude dans les Alpes de Brandenberg, en Autriche, au nord-est de l'Achensee entre Achenkirch et Steinberg am Rofan. Elle constitue un chaînon composé de trois sommets orientés nord-sud : le Hinterunnütz (2 007 m), le Hochunnütz (2 075 m) et le Vorderunnütz (2 078 m).